# Gesellschaft zur Förderung erneuerbarer Energien
Die Gesellschaft zur Förderung erneuerbarer Energien mbH (GFE) in Nürnberg entwickelte und baute nach eigenen Angaben hocheffiziente Motoren.

## Geschäftsbetrieb
Die Motoren wurden mit einem Wasser-Rapsöl-Gemisch (Wassereinspritzung) betrieben und sollten als dezentrale Blockheizkraftwerke in Containerbauweise mit einem Stückpreis von 40.000 Euro eine jährliche Rendite von 30 Prozent erzielen.

## Wirkungsgrad
Begründet wurden die exorbitanten Renditeversprechen mit dem hohen energetischen Wirkungsgrad: statt der heutzutage maximal erreichbaren 50 Prozent sollte die Stromerzeugung bei 90 Prozent liegen. Entsprechende Gutachten von TÜV Süd und DEKRA schienen dies zu bestätigen. Tatsächlich testierten die Institute jedoch keine Wirkungsgrade, sondern protokollierten die Verbrauchsmengen.

## Insolvenz
In Betrieb gingen weniger als zehn der Blockheizkraftwerke. Diese erreichten nur Wirkungsgrade unter 33 Prozent und versagten im Dauerbetrieb. Im Jahr 2011 wurde das Insolvenzverfahren eröffnet. Wegen des Verdachts des gewerbsmäßigen Betrugs ermittelt seit 2011 die Staatsanwaltschaft Nürnberg gegen die Firma. Der Vermögensschaden für die 1.417 Anleger wird mit gut 62 Millionen Euro beziffert.
Im Februar 2014 endete das Gerichtsverfahren vor dem Nürnberg-Fürther Landgericht nach 16 Monaten mit 94 Verhandlungstagen damit, dass alle elf Angeklagten, die der Führungsebene von Vertrieb, Technik und Geschäftsleitung angehörten, „wegen gewerbs- und bandenmäßigem Betrug“ verurteilt wurden; der frühere Chef der GFE erhielt eine Haftstrafe von neun Jahren, die anderen zehn Angeklagten wurden zu Haftstrafen  zwischen drei und sechseinhalb Jahren verurteilt.